# 真草千字文
智永《真草千字文》冊 ，是王羲之的七世孫智永禪師所寫，於唐代時由日遣唐使傳到日本，獻給聖武天皇。天皇駕崩後，光明皇后將此帖同一批遺物供養給東大寺，原帖輾轉由日人谷鐵臣所藏，後歸小川為次郎所有，現由其子繼承收藏，為智永《真草千字文》的僅存墨跡本。

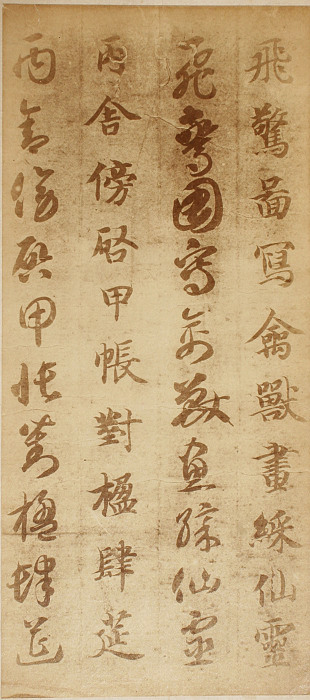
智永《真草千字文》

## 簡介
《千字文》原名《次韻王羲之書千字》，是南梁周興嗣奉旨所編的長韻文，由一千個不重複的漢字組成。史載梁武帝蕭衍收集了王羲之所寫的一千個字，讓親人作為習練書法的字帖，但由於千字排文雜亂無章，便下旨命散騎侍郎周興嗣（470年─521年）重新編文，周興嗣在一夜之間將《千字文》編成，竟滿頭鬢髮皆白。這篇一夜杰作全文理脈貫通，編組優美，句句引經，字字用典，加上語體簡明容易誦記，非常適合作為學齡兒童的識字教材。周興嗣造就了一部傳頌一千五百多年的鉅著，是自六朝以來盛行最久的一篇通學字書，也是歷代書法家爭相摹寫揮毫的精典文本。
釋智永 （生卒年不詳），別號法極，約為陳、隋間人，大書法家，精工楷書與草書。少時與兄長惠欣在山陰（今浙江紹興）永欣寺出家為僧。智永在永欣寺習經參禪，心好寂靜，人稱永禪師。俗姓王，為東晉大書法家王羲之的第七世孫，拜書法大家的家學淵源，先向書法家蕭子云學習，後學王羲之、王獻之等先祖的法帖，為了領悟家法精髓，他在永欣閣內經歷三十年勤學不懈，終成佛門一代大書家。書法史記載，他刻苦習字的「退筆冢」和「鐵門限」典故，為後人津津樂道。智永在書法史頗具貢獻：其一，据称發明了「永字八法」；其二，是將自己的書法理論寫成《心成頌》；第三，是大量臨習《千字文》，開啟後代書法家臨寫《千字文》的風氣。
智永一生寫了800多本的《真草千字文》，歷經戰火，到了南宋時期，中國已找不到墨跡本，僅存宋朝石刻本（原刻石現藏於西安碑林博物館）及拓本（現藏於北京故宮博物院）。現存唯一的墨跡本，早於唐代傳入日本，1912年由日本小川為次郎影印刊行於世。這件墨跡本經日本漢學專家內藤湖南考證，認為此本是天平勝寶八年（唐肅宗至德元载），日本聖武天皇崩後，皇后藤原光明子（光明皇后）將其作為遺物一種供獻東大寺盧舍那佛。《獻物帳》中所列的「拓王羲之書」有二十餘種，《真草千字文二百三行》（即墨跡本）是當中的一卷，日本政府視為稀世珍品，定為「國寶」之一。此卷後來傳給小川的兒子小川正字廣巳，現改裝成書冊，每頁高29.3公分，寬14.2公分，用古人寫經穀紙書寫，紋理非常細緻。此卷書末有清代楊守敬、羅振玉和日本鑑賞專家日下部東作、內藤湖南博士等人的題跋，除了開首的兩行段爛外，保存完好，後已根據宋拓關中本進行修補完善。
1984年4月，中國古典文獻學家啟功親赴日本，在京都小川家親睹原本，以初唐臨本比對，證明為智永所書八百本真跡之一，他在《論書絕句》第三十六首賦詩曰：「永師真跡八百本，海東一捲逃劫灰。兒童相見不相識，少小離鄉老大回。」

## 歷代評論
- 隋煬帝說：「智永得右軍肉，智果得右軍骨。」
- 唐代張旭說：「自智永禪師過江，楷法隨渡。永禪師乃羲、獻之孫，得其家法，以授虞世南，虞傳陸柬之，陸傳子彥遠，彥遠僕之堂舅，以授餘。不然，何以知古人之詞云爾。」
- 唐代張懷瓘在《書斷》說：「智永遠祖逸少，曆紀專精，攝齊升堂，真草惟命，夷途退轡，大海安流。微尚有道（張芝）之風，半得右軍之肉，兼能諸體，於草最優。氣調下于歐、虞，精熟過於羊、薄。」[7]
- 唐代竇臮評價智永為：「緇門之領袖，當代之準繩。」
- 宋代米芾在《海嶽名言》評曰：「智永臨集千文，秀潤圓勁，八面具備。」[8]
- 宋代米芾說：「僧智永書，雖氣骨清健，大小相雜，如十四五貴褊性，方循繩墨，忽越規矩。」
- 宋代蘇軾在《跋葉致遠所藏禪師千字文》中也曾說：「永禪師欲存王氏典型，以為百家法，故舉用舊法，非不能新意求變態也，然其意已逸於繩墨之外矣。」
- 宋代蘇軾在《東坡題跋》題寫：「永禪師書，骨氣深穩，體兼眾妙，精能之至，返造疏淡。如觀陶彭澤詩，初若散緩不收，反復不已，乃識其奇趣。」
- 宋代蘇軾評價說：「精能之至，返造疏淡。」
- 元代鄭杓說：「隋釋智永，羲之七世孫也，頗能傳其學，又親受法於子雲。虞世南親見永師，故其法複傳于唐焉。」
- 明代董其昌在《畫禪室隨筆》說：「每用筆必曲折其筆，宛轉回向，沉著收束，所謂當其下筆欲透紙背者」。、「永師仿鐘元常《宣示表》，每用筆必曲折其筆，宛轉智永真書千字文兩種回向，沉著收束，所謂當其下筆欲透過紙背者，唐以後此法漸澌盡矣。」[9]
- 明代解縉在《春雨雜述》說到：「自羲、獻而下，世無善書者。惟智永能寤寐家法，書學中興，至唐而盛。」[10]
- 明代都穆在《寓意篇》評價智永的字說：「《智永真草千字文》真，氣韻飛坮，優入神品，為天下法書第一。」[11]
- 清代何紹基在《東洲草堂金石跋》說：「智永《千文》，筆筆從空中來，從空中住，雖屋漏痕，猶不足以喻之。」
- 清代包世臣在《藝舟雙楫‧述書下》講到：「唐韓方明謂八法起於隸字之始，傳于崔子玉，曆鐘王以至永禪師者，古今學書之機栝也。」[12]
- 清代馮班在《鈍吟書要》則說：「今日刻本《黃庭》（王羲之小楷《黃庭經》）多不是，但惜不見原本，字畫俯仰處甚遒，翻之多失，與永師《千文》看方得。」[13]

## 藏本
- 故宮博物院藏宋拓關中本[1]
- 西安碑林[14]北宋薛嗣昌石刻陝西本
- 明《戲鴻堂法帖》翻刻龍師起本
- 明末寶墨軒石刻本
- 日本小川正字廣巳藏墨跡本[15]

## 外部連結
1. 故宮博物院－智永 （页面存档备份，存于）
2. 書法空間－智永 （页面存档备份，存于）
3. 書法空間－智永與《真草千字文》 （页面存档备份，存于）
4. 書法空間－佛教之于智永、懷素的書法藝術 （页面存档备份，存于）
5. 書法字典－智永《真草千字文》氣韻飛坮，優入神品 （页面存档备份，存于）
6. 書法字典－智永 （页面存档备份，存于）
7. 書法欣賞－智永書法墨蹟《真草千字文》附跋 （页面存档备份，存于）
8. 中國國家博物館－智永禪師800本《千字文》今何在[永久]